# 达奇纳亚河
达奇纳亚河（俄语：Река Дачная），前称花砬子河（俄语：Река Халаза），是滨海边疆区的河流，源起东岭西北坡，长25公里，流域面积97平方公里，流经阿尔谢尼耶夫，在右侧距河口152公里处注入阿爾謝尼耶夫卡河。有27条支流，宽0.4至2.5公里，深0.05至0.3公里，11月上旬开始结冰，4月上旬化冻。1972年更为现名。